# Rudolph Valentino
Rudolph Valentino (født Rodolfo Alfonzo Raffaelo Pierre Filibert Guglielmi di Valentina d'Antonguolla 6. maj 1895 i Castellaneta, Italien – 23. august 1926 i New York City, USA) var en italiensk skuespiller og sexsymbol.
Valentino var en af de mest populære stjerner i 1920'erne og en af de mest kendte stumfilmskuespillere. Med tilnavnet "den store elsker" var han det første virkelige mandlige sexsymbol i filmhistorien. Hans tidlige død som 31-årig førte til massehysteri blandt hans kvindelige fans og gav ham kultstatus. 
Blandt Valentinos største film var De fire ryttere (1921), Sheiken (1921), Blod og Sand (1922), Ørnen (1925) og Sheikens Søn (1926).
Valentino har en stjerne på Hollywood Walk of Fame.